# Phytoliriomyza minuta
Phytoliriomyza minuta este o specie de muște din genul Phytoliriomyza, familia Agromyzidae, descrisă de Spencer în anul 1977. Conform Catalogue of Life specia Phytoliriomyza minuta nu are subspecii cunoscute.